# Biscuit (petit pain)
Pour les articles homonymes, voir Biscuit (homonymie).

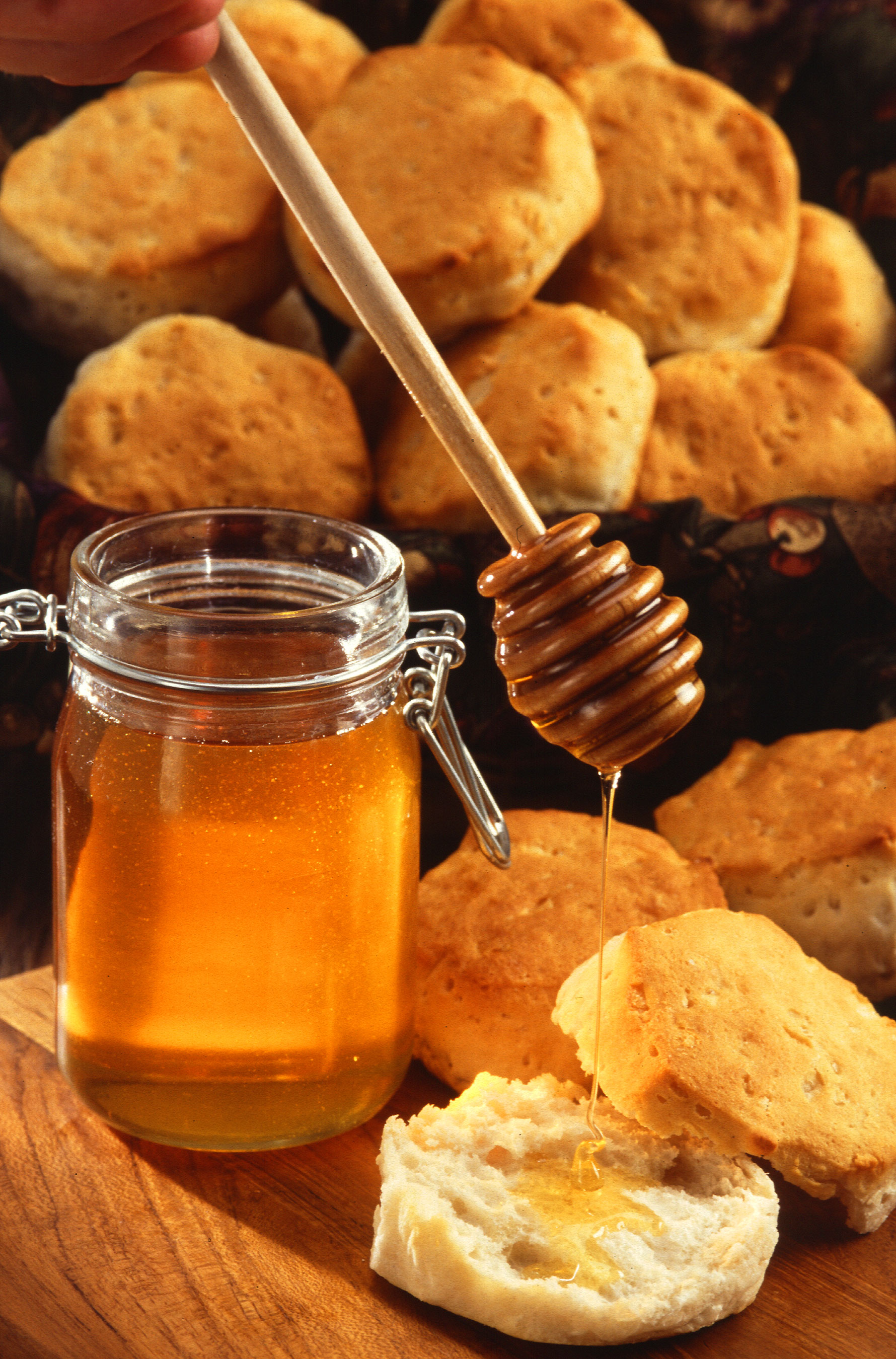
Biscuits et miel.

Un biscuit (prononciation : bɪskɨt), aux États-Unis et au Canada, est un petit pain avec une croûte dorée et un intérieur moelleux. Il est assez similaire aux scones britanniques ou aux bannocks des Shetland. Pour leur fabrication, on utilise de la levure chimique ou du bicarbonate de soude comme agent levant au lieu de levure. Biscuits, soda breads et cornbread sont souvent collectivement nommés quick breads, indiquant par là qu'il n'est pas nécessaire de laisser lever la pâte avant de mettre au four,.

## Aux États-Unis
Pour le repas, ils sont très populaires pour accompagner le poulet frit mais aussi presque tous les types de barbecue et certains plats du Lowcountry. Ils figurent aussi souvent dans la version sud de Thanksgiving.